# خوسيه غاليغو
خوسيه غاليغو (بالإسبانية: José Gallego)‏ هو لاعب كرة قدم إسباني، ولد في 8 أبريل 1923 في رينتيريا في إسبانيا، وتوفي في 17 يونيو 2006 في كامبريدج في المملكة المتحدة. لعب مع كامبريدج يونايتد وكولتشستر يونايتد ونادي برينتفورد ونادي ساوثهامبتون ونادي كامبريدج ستي.